# 乌特里利亚斯
乌特里利亚斯，是西班牙阿拉贡自治区特鲁埃尔省的一个市镇。总面积40平方公里，总人口3178人（2001年），人口密度79人/平方公里。

## 友好城市
- 法國 德卡兹维尔